# Parafia św. Jana Chrzciciela w Suchej Średniej
Parafia św. Jana Chrzciciela w Suchej Średniej – parafia rzymskokatolicka znajdująca się w Hawierzowie, w dzielnicy Sucha Średnia, w kraju morawsko-śląskim w Czechach. Należy do dekanatu Karwina diecezji ostrawsko-opawskiej.

## Historia
Parafia powstała w XIV lub w pierwszej połowie XV wieku. Została wymieniona w spisie świętopietrza, sporządzonym przez archidiakona opolskiego Mikołaja Wolffa w 1447, pośród innych parafii archiprezbiteratu (dekanatu) w Cieszynie pod nazwą Sucha. Na podstawie wysokości opłaty w owym sprawozdaniu liczbę ówczesnych parafian (we wszystkich podległych wioskach) oszacowano na 90.
Po okresie Reformacji utraciła samodzielność i stała się częścią parafii św. Piotra w Karwinie. W 1774 wybudowano nowy kościół drewniany na miejscu kaplicy. W 1785 utworzono tu lokalię. Leżała ona w granicach Suchej Dolnej, dopiero po reorganizacji gminy znalazła się w granicach Suchej Średniej. W 1876 ks. wikariusz cieszyński Franciszek Śniegoń poświęcił nowy kościół murowany w Suchej Średniej.
Po I wojnie światowej Sucha Średnia znalazła się w granicach Czechosłowacji, wciąż jednak podległa była diecezji wrocławskiej, pod zarządem specjalnie do tego powołanej instytucji zwanej: Knížebiskupský komisariát niský a těšínský. Kiedy Polska dokonała aneksji tzw. Zaolzia w październiku 1938 parafię jako jedną z 29 włączono do diecezji katowickiej, a 1 stycznia 1940 z powrotem do diecezji wrocławskiej. W 1947 obszar ten wyjęto ostatecznie spod władzy biskupów wrocławskich i utworzono Apostolską Administraturę w Czeskim Cieszynie, podległą Watykanowi. W 1978 obszar Administratury podporządkowany został archidiecezji ołomunieckiej. W 1996 wydzielono z archidiecezji ołomunieckiej nową diecezję ostrawsko-opawską.